# Parantica aurensis
Parantica aurensis är en fjärilsart som beskrevs av John Nevill Eliot 1978. Parantica aurensis ingår i släktet Parantica och familjen praktfjärilar. Inga underarter finns listade i Catalogue of Life.